# Traditores
Traditores significa "aqueles que entregaram" e é um dos tipos de lapsi, termo utilizado no cristianismo primitivo para designar os cristãos que apostataram durante as perseguições.

## História
Em 303 iniciou-se a perseguição de Diocleciano, uma forte perseguição contra os cristãos segundo ordens do imperador Diocleciano (284-313). Em 303, o imperador assinou um édito que ordenava que os líderes cristãos entregassem seus livros para serem queimados. Aqueles que queimassem seus livros estariam negando sua fé e, portanto, não seriam mortos. Os líderes cristãos que agiram dessa forma ficaram conhecidos como traditores (que significa “aqueles que entregaram”). A palavra traidor é proveniente da mesma raiz.